# سور آتوموتیو
سور آتوموتیو (青岛索尔汽车集团) شرکت خودروسازی چینی است، که در سال ۱۹۹۱ تأسیس شد.